# Thierry Huillet
 (septembre 2018).
Thierry Huillet (21 juillet 1965 à Toulouse, France) est un pianiste de musique classique et compositeur de musique contemporaine.

## Pianiste
Premier prix du Conservatoire national supérieur de musique et de danse de Paris, il fut l'élève de Pierre Sancan, Simone Sabatié et de Germaine Mounier.
Thierry Huillet a remporté en 1987 le premier prix du Concours international de piano de Cleveland. Il est aussi lauréat du Concours international de piano Ferruccio-Busoni (Bolzano, Italie, 1986, 1994) et du International Music Competition of Japan (Tokyo, Japon, 1989).
Professeur au Conservatoire à rayonnement régional de Toulouse, il est régulièrement invité à siéger en tant que jury lors de concours internationaux de piano.
Il forme un duo avec la violoniste et altiste Clara Cernat, son épouse.

## Compositeur
Thierry Huillet a commencé très tard à composer. Néanmoins, son œuvre lyrique contient plus de cent opus parmi lesquels des concertos (pour violon, violon et alto, piano ou encore hautbois), de la musique de chambre dont notamment un concert pour piano et violon Le petit prince. Il a aussi réalisé de nombreuses transcriptions.
Ses œuvres sont créées par des artistes mais aussi par le duo qu'il forma avec Clara Cernat ou encore le trio Huillet où le couple est rejoint par le clarinettiste Gari Cayuelas-Krasznai.
Les critiques accueillant ses créations et interprétations se montrent positifs comme celle du journal l'Humanité, ainsi que celles des Arts renaissants, de Classic Toulouse et de Culture31,.
En juin 2018, il se produit avec Clara Cernat lors de la saison Musique en dialogue aux Carmélites et avec la participation de Luc Ferry.
Début 2019, il présente sa composition inspirée du petit prince sur plusieurs représentations et dates avec l'orchestre national de Toulouse et le journaliste et présentateur radio Olivier Bellamy,.
En 2021 il compose "la mandoline au clair de lune", un conte musical écrit par Clara Cernat sur le thème de la mandoline de Kiev. Celui-ci sera présenté sur France musique en juin 2021, avec en récitante Julie Depardieu, à la mandoline Julien Martineau, au violon Clara Cernat et Thierry lui-même au piano.

## Chef d'orchestre
En Juin 2019 Thierry Huillet dirige L'orchestre de chambre de Corée concerto porteño pour violon.
En septembre 2019 Thierry Huillet réalise une œuvre pour deux sopranos et orchestre : « Un Requiem ». Présentée aux Festivals de Canfranc et de Madiran il dirige alors l'Orchestre de Chambre de Toulouse et les sopranos internationales Laura Tatulescu et Sarah Defrise.

## Discographie
La discographie de Thierry Huillet est notamment la suivante :
- 1997 - Récital live (Beethoven, Bloch, Brahms, Enesco, Fauré) - (14 janvier, éd. CCTH) (OCLC 44708009)
- 1997 - Récital : Brahms, Beethoven, Fauré, Enescu, Bloch -  Clara Cernat, violon (éd. Lelia Productions / Nuit transfigurée) (OCLC 1041342236)
- 1998 - Les Révélations de l’ADAMI au MIDEM de Cannes » (Enesco) - éd. ADAMI
- 1998 - Chausson, Concert, Poème, Paysage, Dédicace - Orchestre de chambre de la radio roumaine, Clara Cernat, dir. Ludovic Bacs (février-mars, éd. CCTH - Radio roumaine (OCLC 44708035)
- 1999 - Rêveur, tzigane et diabolique2 (Saint-Saëns, Ravel, Liszt, Huillet, Porumbescu, Monti, Sarasate), éd. Mezzanotte/ DVD
- 1999 - Enesco, Sonates pour violon et piano - Clara Cernat, violon (23-25 octobre, Lelia Productions / La Nuit Transfigurée LNT 340 102)15 (OCLC 257072382)[17],[18]
- 2001 - Bloch, Œuvres pour violon et piano - Clara Cernat, violon (10/13 avril, Lelia Productions / La Nuit Transfigurée LNT 340 108)16 (OCLC 692816321)[19]
- 2003 - Turina, Sanluqueña - Clara Cernat, violon (Le « Choix » de France Musique, « 4 étoiles » Le Monde de la musique…) éd. Lelia Productions[20]
- 2003 - The European Anthem / L'Hymne Européen - Rhapsodie Sur L'Hymne Européen (Piano Version: Thema & Final) éd. GEMA Waterpipe Records
- 2006 - Pianiste, Œuvres pour 2 pianos de Sergueï Rachmaninov - Thierry Huillet et Maurizio Baglini - éd. Lelia Productions
- 2006 - Musique de Chambre de Maurice Ravel - Thierry Huillet, Stéphane Tran Ngoc et Xavier Gagnepain, éd. REM (4 étoiles Le Monde de la Musique)
- 2006 - Piano Romantique (Liszt, Granados, Guyard) - éd. Apogée
- 2006 - Poèmes lyriques & Musiques ingénues, œuvres de Jean Clergue et Marcel Dardigna » - (éd. La Nuit Transfigurée)
- 2006 - Miniatures #2 - Clara Cernat, alto ; Ciortea, Marbé, Enacovici, Capoianu, Huillet, Bartók (éd Lelia Productions)
- 2008 - Kunc, Édition du cinquantenaire (13 février/29 avril, Suoni e colori SC253462) (OCLC 858152876)
- 2008 - Rêveur, tzigane et diabolique » (Saint-Saëns, Ravel, Liszt, Huillet, Porumbescu, Monti, Sarasate) -(DVD éd. Mezzanotte)
- 2009 - Intégrale de l’œuvre pour piano solo de Thierry Huillet  - Ed. Mezzanotte
- 2014 - Folies! : création contemporaine et une nouvelle transcription - Henry Purcell, Bach, Thierry Huillet -(éd. Ligia Digital)
- 2015 - Tzigane et diabolique : Saint-Saëns, Ravel, Liszt, Huillet, Cernat, Porumbescu, Monti, Sarasate (éd. Lelia Productions)
- 2015 - Thierry Huillet, Œuvres pour violon et piano & pour piano seul, Clara Cernat, violon (éd. Lelia Productions)
- 2015 - Les plus beaux arrangements de la musique classique arr. pour violon et piano - Clara Cernat, violon (éd. Lelia Productions)
- 2016 - 7 fables de La Fontaine - Thierry Huillet, piano et Clara Cernat, violon (éd. Lelia Productions)
- 2017 - Thierry Huillet et le Haïku (Clara Cernat, Damien Ventula, Sandrine Tilly) éd. Lelia productions
- 2017 - 5 Haïku Papillon - Clara Cernat, violon (éd. Lelia productions)
- 2018 - Musique pour alto, clarinette et Piano - Clara Cernat, alto ; Gari Cayuelas, clarinette ; Thierry Huillet, piano (éd. Lelia productions)
- 2019 - Un Requiem & Prélude pour alto et orchestre de Thierry Huillet - Laura Tatulescu, Sarah Defrise, Clara Cernat, Orchestre de Chambre de Toulouse
- 2021 - Buenos Aires de Thierry Huillet - Clara Cernat, violon (éd. Lelia Productions)
- 2021 - Romanian Rhapsodies de Thierry Huillet - Orchestre de Chambre de Toulouse, Clara Cernat soliste violon (éd. Lelia Productions)

## Réception
Les critiques s'avèrent positives comme celles du journal l'Humanité, les Arts renaissants, Classic Toulouse et Culture31,, ainsi que les critiques de Roumanie,, et des États-Unis où le couple s'est produit.